# 崔東進
崔 東進（チェ・ドンジン、朝鮮語: 최동진、1976年 3月21日 - ）は 韓国プロ野球、台湾プロ野球に所属していた大韓民国出身の元プロ野球選手（投手）。

## 経歴
アマチュア時代から優秀な選手だったが負傷が多かったためドラフトにかからず、1999年に申告選手で現代ユニコーンズに入団したが、1軍で出場することなく2002年に放出された。 
その後、野球をあきらめずに台湾プロ野球リーグ進出を模索して2003年に誠泰太陽と契約を結んだ。
同年7月4日、先発としてプロ初登板するが、3イニングでホームランを含む被安打6、5失点と打ち込まれ敗戦投手になった。
この試合が終了した直後、チームからすぐに戦力外通告を受け、初登板が最後の登板となった。3週後には代わって入団した金京泰までたった1試合の出場で解雇され、一ヶ月の間に同一チームで二人の韓国国籍投手が、1試合のみの出場で退団する不名誉な記録が残った。

## 詳細情報

### 年度別投手成績
| 年 度     | 球 団     | 登 板 | 先 発 | 完 投 | 完 封 | 無 四 球 | 勝 利 | 敗 戦 | セ 丨 ブ | ホ 丨 ル ド | 勝 率 | 打 者 | 投 球 回 | 被 安 打 | 被 本 塁 打 | 与 四 球 | 敬 遠 | 与 死 球 | 奪 三 振 | 暴 投 | ボ 丨 ク | 失 点 | 自 責 点 | 防 御 率 | W H I P |
| --------- | --------- | ----- | ----- | ----- | ----- | -------- | ----- | ----- | -------- | ----------- | ----- | ----- | -------- | -------- | ----------- | -------- | ----- | -------- | -------- | ----- | -------- | ----- | -------- | -------- | ------- |
| 2003      | 誠泰      | 1     | 1     | 0     | 0     | 0        | 0     | 1     | 0        | 0           | .000  | 20    | 3.0      | 6        | 1           | 3        | 0     | 2        | 0        | 0     | 0        | 5     | 3        | 9.00     | 3.00    |
| CPBL：1年 | CPBL：1年 | 1     | 1     | 0     | 0     | 0        | 0     | 1     | 0        | 0           | .000  | 20    | 3.0      | 6        | 1           | 3        | 0     | 2        | 0        | 0     | 0        | 5     | 3        | 9.00     | 3.00    |

### 背番号
- 98 （1999年 - 2002年）
- 71 （2003年）